# Вест-Гроув (Пенсільванія)
Вест-Гроув (англ. West Grove) — місто (англ. borough) в США, в окрузі Честер штату Пенсільванія. Населення — 2770 осіб (2020).

## Географія
Вест-Гроув розташований за координатами 39°49′13″ пн. ш. 75°49′43″ зх. д. / 39.82028° пн. ш. 75.82861° зх. д. (39.820187, -75.828516).  За даними Бюро перепису населення США в 2010 році місто мало площу 1,69 км², з яких 1,69 км² — суходіл та 0,00 км² — водойми.

## Демографія
Згідно з переписом 2010 року, у селищі мешкали 2854 особи в 898 домогосподарствах у складі 696 родин. Густота населення становила 1693 особи/км².  Було 938 помешкань (556/км²).
Расовий склад населення:
| - 75,5 % — білих - 6,0 % — чорних або афроамериканців - 0,8 % — корінних американців - 0,8 % — азіатів - 14,4 % — осіб інших рас |

До двох чи більше рас належало 2,5 %. Частка іспаномовних становила 35,2 % від усіх жителів.
За віковим діапазоном населення розподілялося таким чином: 28,4 % — особи молодші 18 років, 65,1 % — особи у віці 18—64 років, 6,5 % — особи у віці 65 років та старші. Медіана віку мешканця становила 31,5 року. На 100 осіб жіночої статі у селищі припадало 101,6 чоловіків;  на 100 жінок у віці від 18 років та старших — 101,6 чоловіків також старших 18 років.
Середній дохід на одне домашнє господарство  становив 75 720 доларів США (медіана — 57 303), а середній дохід на одну сім'ю — 79 585 доларів (медіана — 66 848). Медіана доходів становила 40 776 доларів для чоловіків та 33 750 доларів для жінок. За межею бідності перебувало 3,1 % осіб, у тому числі 2,8 % дітей у віці до 18 років та 0,0 % осіб у віці 65 років та старших.
Цивільне працевлаштоване населення становило 1543 особи. Основні галузі зайнятості: освіта, охорона здоров'я та соціальна допомога — 19,6 %, сільське господарство, лісництво, риболовля — 15,2 %, виробництво — 11,7 %, будівництво — 10,0 %.